# 1806 Derice
1806 Derice è un asteroide della fascia principale. Scoperto nel 1971, presenta un'orbita caratterizzata da un semiasse maggiore pari a 2,2366179 UA e da un'eccentricità di 0,1063958, inclinata di 3,84297° rispetto all'eclittica.
L'asteroide è dedicato alla moglie di Dennis Harwood, membro della squadra astrometrica presso l'Osservatorio di Perth.